# Sarrigné
Sarrigné település Franciaországban, Maine-et-Loire megyében. Lakosainak száma 891 fő (2022. január 1.). Sarrigné Corzé, Rives-du-Loir-en-Anjou és Loire-Authion községekkel határos.

## Népesség
A település népessége az elmúlt években az alábbi módon változott:
| Lakosok száma | 232  | 481  | 635  | 802  | 819  | 814  | 817  | 812  | 829  | 891  |
|               | 1968 | 1982 | 1990 | 2006 | 2013 | 2015 | 2017 | 2019 | 2020 | 2022 |